# Brachycercus ojibwe
Brachycercus ojibwe är en dagsländeart som beskrevs av Sun och Mccafferty 2008. Brachycercus ojibwe ingår i släktet Brachycercus och familjen slamdagsländor. Inga underarter finns listade i Catalogue of Life.